# Joana Bordalo e Sá
Joana Bordalo e Sá (Porto, 1978) é uma médica oncologista portuguesa. Em 2021, foi eleita Presidenta da Federação Nacional dos Médicos.

## Biografia
Joana Savva Bordalo e Sá, nasceu em 1978 e é natural do Porto. Joana começou por estudar medicina veterinária, tendo mudado depois para medicina. Depois de se licenciar em 2024, completou um mestrado em Medicina e Oncologia Molecular na Faculdade de Medicina da Universidade do Porto, e depois doutoramento. Terminou a sua formação académica no Instituto de Ciências Biomédicas Abel Salazar da Universidade do Porto- ICBAS, onde posteriormente dá aulas como docente externa.
Foi nos tempos da faculdade que criou, com outros colegas, o "Grito da Gaivota", um jornal académico onde já exercia o seu activismo.
No seu curriculum vitae, conta ainda com voluntariados médicos no Líbano, na Índia e na Guiné-Bissau.

## Reconhecimento e prémios
Joana foi coordenadora do internato médico no Instituto Português de Oncologia (IPO) no Porto, onde é oncologista médica, e faz parte da direção do Colégio de Oncologia Médica da Ordem dos Médicos (OM).
Em 2021, foi eleita presidente da Federação Nacional dos Médicos (FNAM).

Em 2022, foi eleita presidente do Sindicato dos Médicos do Norte (SMN) e foi reeleita em 2025.

## Ligação externa
- Joana Bordalo e Sá no podcast Bisturi em 2023